# فيلمون وهبي
فيلمون سعيد وهبي (1916- 5 أكتوبر 1985) ملحن ومؤلف موسيقي لبناني، لقب بشيخ الملحنين. قدم أروع الألحان الشرقية المميَّزة من غير أن يدرس الموسيقى وحتى من دون أن يتقن العزف على العود، أو على غيره من الآلات الموسيقية التي لا غنى لأي ملحن عن استخدامها خلال ممارسة التلحين. لحّن فيلمون لصباح ووديع الصافي ونصري شمس الدين ونجاح سلام وسميرة توفيق وعصام رجي وملحم بركات وفيروز وسواهم من كبار الفنانين اللبنانيين، كما لحَّن لفنانين كبار في العالم العربي مثل وردة الجزائرية وشريفة فاضل وفايزة أحمد.

## حياته
ولد فيلمون سنة 1916 في قرية كفر شيما الواقعة في محافظة جبل لبنان، كان والده سعيد وهبي مختار قرية كفرشيما وشيخ صلح، أما والدته فهي السيدة ماري أيوب.
بدأ حياته الدراسية في مدرسة الشويفات الدولية التي كان يذهب إليها حاملا العود، فقد برزت موهبته الفنيَّة باكرًا. على الرغم من معارضة والده انتصرت في النهاية موهبته على كل شيء، فانقطع عن الدراسة والتحق بركاب الفن باكرًا محتفظًا بعمله في مجال المهن الحرة لمساعدة أسرته.
كانت انطلاقة فيلمون وهبي كمطرب في فلسطين عام 1946، لكنه ما لبث أن وجد نفسه في التلحين والموسيقى فالتحق مع زملائه أمثال حليم الرومي ونقولا المني وسامي الصيداوي وزكي ناصيف والأخوين الرحباني والمخرج صبري الشريف بإذاعة الشرق الأدنى في خمسينيات القرن الماضي، ثم بإذاعة لبنان الرسمية، تألق نجمه في التلحين والتأليف والتمثيل الكوميدي.
ولدت أجمل ألحان فيلمون خلال رحلات الصيد الذي كان من أحب الهوايات إلى قلبه. ومن رفاقه في رحلات الصيد الرئيس الراحل الياس سركيس والنواب السابقون سامي الخطيب وميشال ساسين ونجاح واكيم وغيرهم، ومن الفنانين ملحم بركات ونصري شمس الدين وآخرين. كان يهوى العزف على آلة العود بعد منتصف الليل ومن بين أنامله خرجت مئات من أجمل الألحان. نجح في اختراق الطوق الرحباني حول فيروز فكان تعاونه معها قمة نجاحه.
خلال مسيرة تعاونه الطويلة مع الأخوين رحباني، كانت له حصة مميزة، فالأخوين رحباني وفيروز أدركوا موهبة وإبداع فيلمون وهبي فكانت النتيجة مجموعة أغان لفيروز من أجمل ما غنت مثل:«جايبلي سلام»، «يا مرسال المراسيل»، «يا دارة دوري فينا»، «من عز النوم بتسرقني»، «بكرم اللولو»،  «ليلية بترجع يا ليل»، «الطاحونة»، «يا رايح»، «فايق يا هوى»، «صّيف يا صيف»، «أنا خوفي»، «يا كرم العلالي»، «طيري يا طيارة»، «على جسر اللوزية»، وفي ما بعد «ورقو الأصفر» و«إسوارة العروس» وسواهما من شعر جوزف حرب.
كما برع فيلمون في التمثيل على المسرح الرحباني إلى حد وصفه بالعمود الفقري لهذا المسرح، وكان الأخوين رحباني يلقبانه بـ «فاكهة المسرحية اللذيذة». وكملحن فقد كان الوحيد الذي تغنِّي له فيروز لحنًا واحدًا على الأقل في مسرحياتها وقد وصفته بأنه «سبع الأغنية وشيخ الملحنين». أبرز المسرحيات التي شارك فيها: «يعيش يعيش»، «ناس من ورق»، «بياع الخواتم»، «لولو»، «ناطورة المفاتيح» و«المحطة» إلى العديد من الاستكشات. كما أصدر ألبومًا تضمَّن مونولوجات فكاهية بينها: «همبرغر»، «فيلمون أتى»، و«البوسطجي».
من أهم المسرحيات التي كتبها بالإشتراك مع الشاعر جورج جرداق هي مسرحية «قضية وصراحة» التي مثَّل فيها مع الفنان السوري دريد لحام. كما شارك كتابة وتلحينًا وتمثيلاً في مسرحية «ست الستات» لصباح مع الفنان الراحل وسيم طبارة، والتي عرضت على خشبة مسرح «ستاركو» في بيروت أوائل السبعينيات من القرن الماضي.
كان فيلمون أول من نشر الأغنية اللبنانية في العالم العربي وخصوصًا في مصر منذ منتصف الخمسينيات من خلال أغانٍ مثل «دخل عيونك حاكينا»، «عالعصفورية» التي غنتهما صباح، «شب الأسمر جنني»، «برهوم حاكيني»التي غنتهما نجاح سلام، «بترحلك مشوار» و«حلوي وكذابي» غناهما وديع الصافي. إنتشرت أعماله في الكويت والخليج العربي من خلال أغاني عيسى عبد الله خورشيد عوض ومحمد الباقر وغيرهما.
ترجمت أعماله وألحانه في أوروبا وخصوصًا أغنيات «بسيطة» و«دايشتك بوم» و»قلبي نازل دق» وغيرها على يد أساتذة موسيقيين مثل الإيطالي إدواردو بيانكو والبريطاني رون غودوين، كما انشدت فيروز أغنيته الشهيرة «جايبلي سلام» في باريس في احتفالات الذكرى المئتين للثورة الفرنسية، ويومها كان صوت فيروز الصوت العربي الوحيد الذي شارك في إحياء الذكرى.
فاق عدد ألحان الفنان فيلمون وهبي الألفي لحن. كما شارك في العديد من المهرجانات اللبنانية والعربية انطلاقًا من مهرجانات بيت الدين إلى مهرجانات بعلبك الدولية ومهرجانات الأرز وجبيل ومعرض دمشق الدولي ومسرح البيكاديلي فمسرح الكابيتول وستاركو وغيرهما برفقة رفاق الدرب فيروز والأخوين الرحباني وصباح ووديع الصافي ونصري شمس الدين.
خلال الحرب اللبنانية تألم فيلمون وهبي كثيرًا لتركه بلدته كفرشيما قسرًا، ليمكث في بلدة بعبدات زهاء عشرين عامًا، واصل مسيرته الإبداعية خلالها مقدمًا أروع الألحان لفيروز ومنها: «فايق يا هوا» «ولما عالباب منتودع» «ويا ريت».

## حياته الخاصة
تزوج فيلمون عام 1946 من جورجيت خوري (كانت مطربة عرفت باسم تغريد الصغيرة ولديها عدة أعمال وتسجيلات إذاعية وقد لحن لها فيلمون العديد من الألحان ومنها: «خدعتني العين» «وحملتني فوق الألم» وغيرها... ولكنها اعتزلت الغناء بعد الزواج. ولقد رزقهما الله بأربعة أولاد:عماد، سعيد، ألحان، ربيع.
كان فيلمون وهبي ابًا حنونًا مثاليًا وكريمًا مع عائلته، متواضعًا وعفويًا. أحبّ لبنان وبلدته كفرشيما حتى الرمق الأخير، وتميّز بمساعدة الفقراء والمحتاجين والإصلاح بين الناس حتى أطلق عليه لقب «شيخ صلح» مطبِّقًا بذلك قول والده «في كل قرية عمّر بيت» أي ربّي صاحب، رفض الألقاب التي اسبغت عليه باستثناء لقب «شيخ الملحنين» الذي أطلقته عليه فيروز وأحب لقب «ابن الشعب».

## جوائز
حاز فيلمون على العديد من الجوائز والأوسمة تقديراً لعطاءاته الفنية المميزة منها وسام الأرز ووسام الاستحقاق من لبنان، وعدة أوسمة من الجيش اللبناني، إلى جائزة سعيد عقل والعديد من الأوسمة العربية.

## وفاته
توفي فليمون في 5 أكتوبر عام 1985 بعد صراع مع المرض.

## روابط خارجية
- مقالات تستعمل روابط فنية بلا صلة مع ويكي بيانات